# Булахов, Владимир Иванович
Влади́мир Ива́нович Була́хов (31 января 1936, Кривой Рог, Днепропетровская область — 2004) — председатель Липецкого городского исполнительного комитета (1979—1985), крупный хозяйственный руководитель и организатор строительного комплекса Липецкой области.

## Биография
Родился 31 января 1936 года в городе Кривой Рог Днепропетровской области.
После окончания средней школы в 1954 году поступил в Днепропетровский инженерно-строительный институт, а затем получил распределение в город Сталинск (Новокузнецк) на строительство промышленных объектов чёрной металлургии.
В 1959—1966 годах работал в Новокузнецке на строительстве Западно-Сибирского металлургического комбината.
В 1960 году женился на В. А. Кирилловой, которая также работала в Новокузнецке.
В 1966 году с семьёй переехал в Липецк. Работал начальником строительного управления треста «Липецкстрой» (1966—1971), главным инженером (1971—1975) и начальником (1975—1979) треста «Промстрой». Руководил и принимал активное участие в сооружении основных объектов Новолипецкого металлургического завода, Липецкого цементного завода, Липецкого тракторного завода, завода «Центролит», промышленных и сельскохозяйственных предприятий в Ельце, Данкове, Грязи, Добринке и других.
В 1975 году принимал участие в строительстве Добринского сахарного завода, крупнейшего в СССР предприятия того времени.
В 1976 году награждён Орденом Трудового Красного Знамени.
В 1979—1985 годах работал председателем исполнительного комитета Липецкого городского совета народных депутатов (горисполкома).
С 1986—1992 годах — заместитель начальника «Главлипецкстроя».
Неоднократно избирался депутатом Липецких областного и городского советов.
Скончался в 2004 году после продолжительной болезни.

## Награды
- Орден Трудового Красного Знамени;
- медали.